# Gruppo profinito
In matematica, un gruppo profinito è un gruppo topologico che si può costruire con un certo processo di limite a partire da gruppi finiti. Molti teoremi validi per i gruppi finiti, quali i teoremi di Sylow, ammettono generalizzazioni naturali ai gruppi profiniti. 
Formalmente, un gruppo profinito si può definire come un gruppo topologico T2, compatto con un sistema di intorni di {\displaystyle 1} fatto di sottogruppi normali.

## Proprietà
Si può dimostrare che un gruppo profinito è limite proiettivo della famiglia dei suoi sottogruppi normali. È anche vero, viceversa, che il limite proiettivo di una famiglia di gruppi finiti dotati della topologia discreta è un gruppo profinito. Da quest'ultimo fatto deriva peraltro il nome profinito.
I gruppi profiniti estendono, in un certo senso, delle proprietà dei gruppi finiti. Tra le più importanti, la proprietà di essere gruppo di Galois di un'estensione di campi. Infatti, come i gruppi finiti sono i gruppi di Galois finiti, i gruppi profiniti sono i gruppi di Galois infiniti con la topologia di Krull.

## Alcuni esempi
Un classico esempio di gruppo profinito è {\displaystyle {\hat {\mathbb {Z} }}}, il limite proiettivo della famiglia {\displaystyle \lbrace \mathbb {Z} /n\mathbb {Z} \rbrace _{n\in \mathbb {N} }} dotata delle mappe {\displaystyle \rho _{n,m}\colon \mathbb {Z} /m\mathbb {Z} \to \mathbb {Z} /n\mathbb {Z} } tali che, se {\displaystyle n|m},  {\displaystyle \rho _{n,m}(a)=[a]_{n}} dove le quadre indicano la classe di resto di {\displaystyle a} modulo {\displaystyle n}. Si mostra che {\displaystyle {\hat {\mathbb {Z} }}} è il gruppo di Galois assoluto di {\displaystyle \mathbb {F} _{p}} campo finito con {\displaystyle p} elementi.
Un'altra classe di esempi è costituita dagli interi p-adici, comunemente indicati con {\displaystyle \mathbb {Z} _{p}}.